# 神代駅 (山口県)
神代駅（こうじろえき）は、山口県岩国市由宇町神東区原にある、西日本旅客鉄道（JR西日本）山陽本線の駅。

## 歴史
現在の山陽本線上には前身となる同名の駅が存在し、休止と再開を頻繁に繰り返していた。末期は臨時駅となり1916年に廃止されている。
- 1899年（明治32年）
  - 7月23日：山陽鉄道由宇駅 - 大畠駅間に神代駅（初代）が開設[3]。
  - 10月5日 - 休止[4]。
- 1900年（明治33年）
  - 7月1日：営業再開[5]。
  - 10月1日：休止[6]。
- 1901年（明治34年）
  - 7月1日：営業再開[7]。
  - 10月1日：休止[8]。
- 1903年（明治36年）7月1日：再開、9月30日まで営業[9]
- 1906年（明治39年）12月1日：山陽鉄道の国有化により、官営鉄道の駅となる[2]。
- 1907年（明治40年）7月1日：季節営業の臨時駅に格下げ、神代仮停車場となる[2]。
- 1909年（明治42年）10月12日：線路名称制定。山陽本線所属となる。
- 1916年（大正5年）6月30日：神代仮停車場廃止[2]。
- 1917年（大正6年）7月13日：鉄道院山陽本線由宇駅 - 大畠駅間に神代信号場開設[2]。
- 1944年（昭和19年）10月11日：、神代駅（2代目）に昇格[2]。旅客および荷物のみ取扱いの旅客駅[2]。
- 1984年（昭和59年）2月1日：荷物扱い廃止[2]。
- 1985年（昭和60年）2月1日：無人駅化[10]。
- 1987年（昭和62年）4月1日：国鉄分割民営化により、西日本旅客鉄道（JR西日本）の駅となる[2]。
- 2022年（令和4年）3月12日：ICカード「ICOCA」の利用が可能となる[11]。

## 駅構造
相対式ホーム2面2線を有する地上駅。分岐器や絶対信号機を持たないため、停留所に分類される。駅舎は下りホーム側にあり、反対側の上りホームへは跨線橋で連絡している。
便所は男女共用の汲取り式。
無人駅であり、駅舎内に自動券売機が設置されている。

### のりば
| ホーム | 路線      | 方向 | 行先           |
| ------ | --------- | ---- | -------------- |
| 駅舎側 | ■山陽本線 | 下り | 柳井・徳山方面 |
| 反対側 | ■山陽本線 | 上り | 岩国・広島方面 |

- 案内上ののりば番号は設定されていない。

## 利用状況
1日平均乗車人員は以下の通り。山陽本線で乗車人員が最も少ない。
| 乗車人員推移 | 乗車人員推移 |
| 年度         | 1日平均人数  |
| ------------ | ------------ |
| 1999         | 131          |
| 2000         | 118          |
| 2001         | 115          |
| 2002         | 93           |
| 2003         | 85           |
| 2004         | 76           |
| 2005         | 75           |
| 2006         | 78           |
| 2007         | 93           |
| 2008         | 91           |
| 2009         | 85           |
| 2010         | 90           |
| 2011         | 82           |
| 2012         | 83           |
| 2013         | 83           |
| 2014         | 75           |
| 2015         | 71           |
| 2016         | 73           |
| 2017         | 73           |
| 2018         | 68           |
| 2019         | 69           |
| 2020         | 51           |
| 2021         | 42           |
| 2022         | 45           |

## 駅周辺
駅周辺は平坦な部分が少なく、北西側はすぐ崖である。南東側はすぐ海である。
- 岩国市立神東小学校
- 神代漁港
- 明照寺
- 国道188号

## 隣の駅
西日本旅客鉄道（JR西日本）
■山陽本線
由宇駅 - 神代駅 - 大畠駅